# Heteroanser vicinus
Heteroanser vicinus är en utdöd fågel i familjen änder inom ordningen andfåglar. Den beskrevs 2012 utifrån fossila lämningar sen miocen funna i Mongoliet.